# Gilberto de Almeida Rêgo
Gilberto Leonel de Almeida Rêgo (* 21. Februar 1881 in Irará, Brasilien; † 21. Oktober 1961) war ein brasilianischer Fußballschiedsrichter und Basketballspieler.
Er wurde bei der ersten Fußball-Weltmeisterschaft 1930 eingesetzt und leitete dort insgesamt drei Spiele.
Dabei fiel er durch mehrere kuriose und umstrittene Entscheidungen auf. So pfiff er das Vorrunden-Spiel Argentiniens gegen Frankreich mehrere Minuten zu früh ab. Dies geschah zudem unmittelbar vor Vollendung einer Großchance des Franzosen Marcel Langiller, die unter Umständen den Ausgleich zum 1:1 in diesem Spiel herbeigeführt hätte. In der Halbfinalpartie des WM-Gastgebers Uruguay gegen Jugoslawien, das zuvor für das Ausscheiden der Nationalmannschaft seines Heimatlandes aus dem Turnier gesorgt hatte, erkannte er zunächst den Treffer der Jugoslawen zur potentiellen 2:0-Führung wegen angeblicher Abseitsstellung nicht an. Anschließend übersah er, dass sich das Spielgerät vor dem Ausgleichstreffer Uruguays bereits deutlich im Toraus befunden hatte und erst wieder durch einen dort postierten Polizisten in den Fünfmeter-Raum zurückbefördert wurde. De Almeida Rêgo war zum Zeitpunkt des Turniers 49 Jahre alt und somit der älteste aktive Teilnehmer dieser WM.
Als Basketballspieler war er Kapitän des São Cristóvão FR und spielte hier neben seinem Bruder Doca. 1929 und 1929 gewann er mit seinem Bruder die Meisterschaft von Rio de Janeiro.